# Tabitha Stevens
Tabitha Stevens, née le 16 février 1970, est une actrice de films pornographiques et réalisatrice américaine.

## Biographie
Tabitha Stevens est introduit dans le X par l'actrice Racquel Darrian en 1995, elles s'étaient rencontrées dans une salle de gymnastique de Las Vegas.
Elle est le stéréotype de la star porno américaine blonde siliconée, car elle se dit : "plastic surgury junkie" comme une droguée de chirurgie esthétique, pour laquelle elle aurait dépensé entre 150 000 et 200 000 $.
- Interventions chirurgicales :
  - 6 pour les seins, Implant mammaire
  - 3 pour le nez, Rhinoplastie
  - 2 implants dans les joues,
  - 1 implant sous le nez,
  - 1 réinjection de corps gras de la jambe droite dans le visage,
  - 1 implant au menton,
  - Fréquents traitements au Botox,
  - Fréquentes injection de restalyne dans les lèvres,
  - 1 implant au nez,
  - Injection de restalyne dans "les rides du sourire",
  - Blanchiment anal.

Elle était invitée de l'émission The Howard Stern Show, où elle a été aspergée de crème.
Tabatha raconte son mariage avec le mafioso "Kenny "Kenji" Gallo" de la Famille Colombo qui devenu réalisateur et producteur X, ils divorcent en 1997.
En 2006 Howard Stern l'invite pour son film traditionnel "The Shaman" qu'il qualifie de très mauvais.
Elle a réalisé la série Dripping Fucking Wet (2001), Trashy (2001), elle fait partie des Vivid girls. Tabitha aurait plus de 200 films à son actif.
Elle a participé à des émissions de télé réalité "Dr. 90210" (2004) & "The Erotic Traveler" (2007) de Gary Dean Orona, son mari.
En mars 2008 le studio "3rd Degree" annonce son retour dans X, pour 5000 $ la fellation.Désormais elle joue dans le style MILF.

## Filmographie sélective
- Babes Illustrated #9(2000)
- Beautiful (2001)
- Best Of Devon (2003)
- Blonde Brigade (2000)
- Blue Moon (1997)
- Booby Call (1997)
- Bride Of Double Feature (2000)
- Coming Of Age #1 (2000)
- Cruising With Miko Lee (2002)
- Cruising With Tabitha (2001)
- Dangerous Flesh (2000)
- Dayton's Secret Paradise (2001)
- Dirty Dreamers #3: Head Rush (1998)
- Dripping Fucking Wet #1, 3 (2000)
- Forbidden Anal Adventure (2001)
- Fuck 'Em All #2 (1999)
- Gutter Mouths #12 (1999)
- I Love Great Tits #2, #4
- Immortal (2001)
- Lipstick (2001)
- Liquid Gold #3 (1999)
- Major Rock (1999)
- More Than A Handful #8 (2001)
- Naughty Bedtime Stories (2002)
- Naughty Nurses #2 (1999)
- Nikki Loves Rocco (1996)
- On The Edge #33 (1996)
- One Way Ticket (1997)
- Paradise Hole (2000)
- Perfect Pink #8 (2001)
- Personal Trainer Sluts (2000)
- Pick Up Lines #12 (1997)
- Pussyman's Decadent Divas 5 (1999)
- Ravishing Beauties Of Simon Wolf (2004)
- San Fernando Jones And The Temple Of Poon (2000)
- Serenity In Denim (1999)
- Sexy Sirens (2001)
- Shayla's Fantasies (2001)
- Sluts Of The Nyle #2 (2001)
- Snatch Blasters #9 (1997)
- Tabitha, The Girl Just Can't Help It (1997)
- Tabitha's Lesbian Masturbation Party (1997)
- The Curse of El Charro (2005)
- Toe Story (2001)
- Trashy (2001)
- The Erotic Traveler (2007)
- The Sopornos (1999)
- When The Boyz Are Away The Girlz Will Play #3 (2001)
- Toxic
- Women In Control (2000)[3]